# Постоянные затраты

Постоянным затратам соответствует линия TFC.

Постоя́нные затра́ты (англ. fixed cost, FC или TFC) — затраты, которые не зависят от величины объёма выпуска, противопоставляемые переменным затратам, с которыми в сумме составляют общие затраты. Увеличение объёмов производства приводит к уменьшению постоянных расходов, приходящихся на единицу продукции, что повышает прибыль с единицы продукции за счёт положительного эффекта масштаба.
На практике используется понятие условно-постоянные затраты, так как, хотя данный вид расходов присутствует даже во время простоя предприятия, их величина может быть изменена в зависимости от величины выбранного периода времени.
Данный тип затрат во многом пересекается с накладными, или косвенными затратами, сопутствующими основному производству, но не связанными с ним напрямую.

## Определение
Согласно К.Р. Макконнеллу и С.Л. Брю постоянные затраты — это затраты, величина которых в целом не изменяется, когда предприятие увеличивает (сокращает) объём своего производства; стоимость постоянных ресурсов.
Согласно БРЭ постоянные затраты — это затраты, не зависящиеся непосредственно от объёма производства и/или реализации продукции, товаров или услуг. В течение краткосрочного периода их изменения не влияют на изменения выпуска и/или реализации продукции, товаров или услуг.

## Примеры постоянных затрат
Обычно постоянные затраты — это:
- Проценты по обязательствам.
- Налоги на имущество предприятия, так как его величина достаточно стабильна, также являются в основном постоянными расходами.
- Амортизационные отчисления при линейном способе их начисления (равномерно на весь срок использования имущества) согласно выбранной учётной политике.
- Оплата охраны, сторожей.
- Арендные платежи за производственные и административные площади.
- Зарплата управленческого персонала в условиях нормального функционирования предприятия является не зависящей от объёмов производства.